# Egon Zill
Egon Gustav Adolf Zill (* 28. März 1906 in Plauen; † 23. Oktober 1974 in München) war SS-Sturmbannführer und Kommandant verschiedener Konzentrationslager.

## Leben
Der Sohn eines Brauereiarbeiters absolvierte nach achtjährigem Volksschulbesuch eine Bäckerlehre, die er mit der Gesellenprüfung 1923 abschloss. Nach wechselnden Tätigkeiten als Gehilfe wurde er 1927 Pförtner einer Textilfabrik.
1923 wurde Zill Mitglied der NSDAP und der SA. Nach dem vorübergehenden NSDAP-Verbot trat er der Partei zum 25. Oktober 1925 erneut bei (Mitgliedsnummer 20.063). Am 1. August 1926 wurde er Mitglied der SS (SS-Nummer 535). Zill war SS-Mitglied der „ersten Stunde“.
1934 heiratete er, seine Frau war seit Mitte der 1920er Jahre Mitglied verschiedener nationalsozialistischer Organisationen. Aus der Ehe gingen drei Kinder hervor.

### Zeit des Nationalsozialismus
Ab Mai 1934 arbeitete Zill hauptberuflich für die SS, zunächst bei der Wachmannschaft im KZ Hohnstein und dem KZ Sachsenburg. Ab dem 12. Oktober 1934 leitete Zill die Wachmannschaft des KZ Lichtenburg. Vom 1. November 1936 bis zum 31. Juli 1937 war er Schutzhaftlagerführer im KZ Lichtenburg. Der dortige Lagerkommandant Hans Helwig überließ Zill die Lagerführung. Unter den Häftlingen galt Zill als brutal und willkürlich. Ab August 1937 war Zill für jeweils drei Monate als Zweiter Schutzhaftlagerführer im KZ Dachau und im KZ Buchenwald. Ab 1. Februar 1938 war er der Adjutant des Kommandanten im KZ Lichtenburg, das zu diesem Zeitpunkt zum Frauen-KZ geworden war. In gleicher Funktion arbeitete er von Mai bis Dezember 1939 im KZ Ravensbrück.
| Zills SS-Ränge     | Zills SS-Ränge      |
| Datum              | Rang                |
| ------------------ | ------------------- |
| 15. April 1931     | SS-Scharführer      |
| 15. November 1933  | SS-Oberscharführer  |
| 20. April 1934     | SS-Untersturmführer |
| 15. September 1935 | SS-Obersturmführer  |
| 30. Januar 1937    | SS-Hauptsturmführer |
| 30. Januar 1942    | SS-Sturmbannführer  |

Zum 1. Dezember 1939 wurde Zill zum Ersten Schutzhaftlagerführer des KZ Dachau ernannt. Zill war als Nachfolger von Hermann Pister von Dezember 1941 bis April 1942 Kommandant des SS-Sonderlagers Hinzert. Danach war Zill erster Lagerkommandant des KZ Natzweiler-Struthof. Von Mitte September 1942 bis Ende Juli 1943 war Zill als Nachfolger von Karl Fritzsch Lagerkommandant des KZ Flossenbürg.
Im August 1943 wechselte Zill zur Waffen-SS; er wurde zu einer Nachschubeinheit der 7. SS-Freiwilligen-Gebirgs-Division „Prinz Eugen“ versetzt. Später diente er in der 23. Waffen-Gebirgs-Division der SS „Kama“ und einem Depot der Waffen-SS in Danzig. Aus Sicht seiner militärischen Vorgesetzten bewährte sich Zill nicht: In Beurteilungen wurden ihm das Fehlen einer Grundausbildung sowie mangelnde militärische und taktische Fähigkeiten bescheinigt. Anfang Oktober 1944 schlug Zill vor, ausgesuchte KZ-Häftlinge in den Dienst der Waffen-SS zu stellen. Der Vorschlag wurde von Oskar Dirlewanger aufgegriffen und führte zur Überstellung von Häftlingen in die SS-Sondereinheit Dirlewanger.

### Nachkriegsermittlungen und erstes Gerichtsurteil
Zu Zills Aufenthaltsort bei Kriegsende liegen widersprüchliche Angaben vor. Entweder blieb er in Danzig oder wechselte noch nach Flensburg. Zill benutzte den Falschnamen „Willi Sonntag“ und arbeitete in einer Kraftfahrzeugabteilung der britischen Armee. 1951 legte er bei der Anerkennung einer Vaterschaft den Falschnamen ab, später war er als Platzwart auf einem Sportplatz in Hamburg tätig.
Zills Name wurde am 17. November 1948 in einem Brief genannt, den der „Landesausschuss der politisch Verfolgten in Bayern“ der Münchner Staatsanwaltschaft übergab und in dem zahlreiche im KZ Dachau verübte Verbrechen beschrieben wurden.
Am 26. August 1952 erging Haftbefehl gegen Zill. Nach acht Monaten Fahndung gelang es, Zill am 24. April 1953 in Hamburg zu verhaften.
Den Nachkriegsermittlungen der Münchner Staatsanwaltschaft zufolge folterte Zill in Dachau zahlreiche Häftlinge; ein Teil der Häftlinge starb an den Misshandlungen. Die Zeugen sagten im Schwurgericht aus, dass Zill mehrmals aktiv zur Tötung von Häftlingen aufgefordert oder die Tötung selbst in die Wege geleitet habe.
1955 fällte das Schwurgericht des Landgericht München II am 14. Januar ein Urteil: lebenslängliche Haft wegen „Anstiftung zum Mord im KZ Dachau“.
Dieses Urteil sah Zill verschiedener Verbrechen für schuldig, unter anderem sah es folgende Fälle als bewiesen an:
- Als SS-Lagerführer wählte Zill Ende 1941 aus einer Gruppe einen sowjetischen Kriegsgefangenen aus, weil dieser eine Bartflechte im Gesicht hatte. Zill führte ihn persönlich zur Hinrichtung auf den Schießplatz Hebertshausen ab. Die Gruppe, in der sich der sowjetische Kriegsgefangene befand, sollte anfangs hingerichtet werden, war dann aber begnadigt und zur Arbeit in den Steinbrüchen eingeteilt worden. Zill traf hier eigenmächtig eine Auswahl.[14]
- Karl Kapp[15] war Oberkapo im Arbeitskommando Garagenbau. Als die Truppe des Arbeitskommandos am 18. November 1940 morgens das Lagertor passierte, deutete Zill auf zwei Häftlinge und sagte, dass er die beiden abends nicht mehr sehen wolle. Bei der Rückkehr am Abend fuhr die Truppe dieses Arbeitskommandos die beiden auf Schubkarren tot ins Lager zurück. Als Kapp das Eintreffen mit den zwei Toten meldete, soll Zill geantwortet haben: „Das nenne ich mir eine prompte Befehlsausführung“. Wenig später wurde Kapp dann Lagerältester und erreichte damit die höchste Position, die ein Funktionshäftling haben konnte.[16]

### Wiederaufnahmeverfahren
Karl Kapp wurde 1960, fünfzehn Jahre nach Befreiung des Konzentrationslagers Dachau, vor Gericht gestellt. Kapp gestand und bestätigte damit, dass er jenen Befehl Zills erhalten hatte und Zill abends das Geschehen derart kommentiert hatte. Kapp behauptete aber, er habe die beiden Häftlinge nicht ermordet. Die beiden seien innerhalb des Tages zufällig und ohne äußeres Zutun gestorben. Dem ehemaligen Funktionshäftling Kapp konnte, zwanzig Jahre nach dem Tag des Vorfalls vom 18. November 1940, nichts Gegenteiliges bewiesen werden; er wurde in allen Punkten der Anklage freigesprochen.
1961 kam es, aufgrund dieser Aussage von Kapp und dessen Freispruch, zu einem Wiederaufnahmeverfahren bei Zill. Am 14. Dezember 1961 reduzierte das Landgericht München II die lebenslängliche Haft Zills auf 15 Jahre. Im Jahr 1963 wurde Zill entlassen.
Im Strafvollzug fiel Zill durch Handgreiflichkeiten gegen Mitgefangene auf; gegenüber den Vollzugsbeamten verhielt er sich „anständig und bescheiden“. Kurz vor Zills Entlassung im April 1963 kam die Strafanstalt zu folgender Einschätzung von Zills Persönlichkeit:

„Er ist ein geistig schwerfälliger Mensch von einfachem Format, gemütsmäßig ärmlich ausgestattet. Sein Wirkungsstreben ist auf äußerliches Auftreten gerichtet, er hat auch in der Anstalt sein militärisches Gebaren aufrechterhalten, so zum Beispiel durch das Zusammenschlagen der Hacken beim Ansprechen. Das stramme Gebaren und die zur Schau gestellte harte Entschlossenheit ist nur Fassade; in Krisenzeiten kann er sehr wehleidig sein, z. B. beim Arzt. Er ist innerlich verspannt und wird schnell heftig, zeigt keine Einsicht oder Sühnewillen. Zudem verfällt er sofort in Selbstverteidigung und versucht noch heute die Verhältnisse im KL zu bagatellisieren oder gar zu rechtfertigen. Er erweckt dabei den Eindruck, als ob noch heute nazistische Ideen in ihm fest verankert seien.“

Zill lebte bis zu seinem Tod in der Stadt Dachau.